# Pseudolimnophila sepium
Pseudolimnophila sepium är en tvåvingeart som först beskrevs av George Henry Verrall 1886.  Pseudolimnophila sepium ingår i släktet Pseudolimnophila och familjen småharkrankar. Arten är reproducerande i Sverige. Inga underarter finns listade i Catalogue of Life.